# Mäuse (Band)
Mäuse ist eine österreichische Musikgruppe. 

## Geschichte
Die Band wurde 1994 von Tex Rubinowitz und Gerhard Potuznik gegründet. Das erste Album wurde 1994 auf GIG Records veröffentlicht, floppte jedoch. Die beiden folgenden Alben erschienen auf Morbid Records, einem Sublabel von Patrick Pulsingers und Erdem Tunakans Imprint Cheap Records. 1998 löste sich die Band auf. 
Ab 2009 kamen Rubinowitz und Potuznik jedoch wieder unregelmäßig für Konzerte zusammen. Bei Liveauftritten wurden beide nun von Philipp Quehenberger am Keyboard und Didi Kern am Schlagzeug unterstützt. 2011 erschien auf Angelika Köhlermann dann zunächst die EP Nichts ist besser als Mäuse. Im Jahr 2013 folgte dann das neue Album Das Judasevangelium.

## Diskografie
- 1994: John Lennon beim Betreten einer Bar in New York (Album, GiG Records)
- 1997: Teen Riot Günther-Strackture (Album, Morbid Records)
- 1997: Made in Japan (EP, Morbid Records)
- 1998: Euro Trash Girl (Split-Single mit Chicks on Speed, Go Records)
- 2011: Nichts ist besser als Mäuse (EP, Angelika Köhlermann)
- 2013: Das Judasevangelium (Album, Schallter)
- 2020: Knietief in Kobras/Batteriesäuregirl (Single, Rock is Hell)